# Ingrid van Houten-Groeneveld
Pour les articles homonymes, voir Van Houten.
Ingrid van Houten-Groeneveld (née le 21 octobre 1921 et morte le 30 mars 2015) est une astronome néerlandaise.
Au sein d'un trio constitué de Tom Gehrels et de son mari Cornelis Johannes van Houten, elle est la découvreuse extrêmement prolifique de plusieurs milliers d'astéroïdes.  Dans le cadre du Relevé Palomar-Leyde, Gehrels fait un balayage du ciel à l'aide du télescope de Schmidt de 48 pouces (1,22 m) de l'observatoire Palomar et expédie les plaques aux van Houten à l'observatoire de Leyde, qui les analysent pour trouver de nouveaux astéroïdes. Le trio est crédité conjointement pour la découverte de plusieurs milliers d'astéroïdes entre 1960 et 1977 (4 641 astéroïdes numérotés au 28 mars 2020).
Elle est également créditée (sous le nom d'Ingrid Groeneveld) de la découverte de la comète C/1951 G1 (Groeneveld),.
L'astéroïde (1674) Groeneveld est nommé en son honneur.